# برباريس إيبيري
برباريس إيبيري (الاسم العلمي:Berberis iberica) هو نوع من النباتات يتبع جنس البرباريس من الفصيلة البرباريسية.